# Wrabness
Wrabness är en by och en civil parish i Tendring i Essex i England. Orten har 380 invånare (2001). Byn nämndes i Domedagsboken (Domesday Book) år 1086, och kallades då Wrabenasa.